# Atlantis (Florida)
Atlantis è un comune degli Stati Uniti d'America situato nella parte centrale della Contea di Palm Beach dello stato della Florida.
Secondo le previsioni del 2011, la città ha una popolazione di 2 005 abitanti su una superficie di 3,7 km².